# Gara Siculeni
Gara Siculeni este o gară care deservește comuna Siculeni, județul Harghita, România.